# Абдулла Ашик Хасан-оглы
Абдулла Ашик Хасан-оглы (тур. Abdullah Aşıkhasanoğlu; также известен как Абдулла Ашыхасан-оглы; ок. 1872, Азлага (совр. Есенкыйы, Хопа, Батумская область) — лaзский торговец, общественный деятель и культурный активист, известный своими инициативами по введению преподавания лазского языка в школах.

## Биография
Сведения о жизни Абдуллы Ашик Хасан-оглы в значительной степени основаны на османских документах, воспоминаниях членов семьи, а также на трудах таких авторов, как Закарий Чичинадзе, Иосифа Кипшидзе и Давида Клдиашвили.
Абдулла происходил из ветви Хаджи Дервиш семьи Ашик Хасан-оглы, ныне известной под фамилией Авджы. Он родился в начале 1870-х годов в деревне Азлага, расположенной в районе Хопа. Его дед, Ашых-Алемдарзаде Молла Осман, был образованным человеком, получившим образование в Стамбуле, и переселился в Азлагу из деревни Чхала (ныне Дюзкёй, район Борчка).
Согласно османским архивам, в 1905 году Абдулла владел магазином и занимался торговлей в районе Гудаута в Абхазии. Позднее он вернулся в родную деревню, где предпринял важные шаги для развития родного языка.
В 1910 году Абдулла подал прошение османским властям, в котором указал на родство между лазским и грузинским языками, а также выразил желание местных жителей обучаться грамоте на своем родном языке. В письме он предложил пригласить преподавателей из Грузии для организации обучения. Данное прошение было одобрено, однако из-за начала Первой мировой войны проект так и не был реализован.
Его деятельность по продвижению образования на лазском языке описана в книге «История лазов» авт. Мухамед Ванилиши и Али Тандилава. В 1917 году Иосиф Кипшидзе посетил Абдуллу и записал от него несколько текстов на тему истории Лазистана. Эти материалы, включая сочинение Лазистаниш Тарихи («История Лазистана»), позднее были опубликованы Арнольдом Чикобава.
Один из текстов, продиктованных Абдуллой, содержит обоснование необходимости преподавания на лазском языке. В нем утверждается, что после завоевания Лазистана султаном Явуз Селимом местное население отказалось принять ислам, однако по мере укрепления османской власти начались гонения на христианских священников. Вместо них были приглашены 45 исламских проповедников из Амасии, и дети, прошедшие у них обучение, постепенно приняли ислам. Понимая, что не могут остановить процесс исламизации, лазские общины приняли решение не вступать в браки с турками и не продавать им земли, чтобы сохранить язык, культуру и национальную идентичность. Кроме того, было решено, что через 50 лет они попросят султана открыть школу на родном языке.

## Наследие
Племянник Абдуллы, Мехмед Ашик Хасан-оглы (1901–1974), в 1933 году стал главным редактором первого учебника по математике на лазском языке — Oxesapuşi Supara, изданного в Абхазии.